# Nannaria missouriensis
Nannaria missouriensis är en mångfotingart som först beskrevs av Chamberlin 1928.  Nannaria missouriensis ingår i släktet Nannaria och familjen Xystodesmidae. Inga underarter finns listade i Catalogue of Life.